# Santo Tomás (Isabela)
Santo Tomás (Bayan ng Santo Tomas) es un municipio filipino de cuarta categoría perteneciente a  la provincia de La Isabela en la Región Administrativa de Valle del Cagayán, también denominada «Región II».

## Geografía
Tiene una extensión superficial de 60,70 km² y, según el censo de 2007, contaba con una población de 22 172  habitantes y 3864 hogares; en mayo de 2010, se contabilizaron 21 688 habitantes.
Situado al noroeste de la provincia, en la margen izquierda del río Grande de Cagayán, sus municipios vecinos son Cabagán, Tumauini, Delfín Albano y Quezón de Isabela.

### Barangayes
Santo Tomás, desde un punto de vista administrativo, se divide en 27 barangayes o barrios, todos de carácter rural.
| - Ammugauan - Antagan - Bagabag - Bagutari - Balelleng - Barumbong - Bubug - Bolinao-Culalabo - Cañogan de Abajo del Norte - Calinaoan del Centro - Calinaoan Malasin - Calinaoan del Norte - Cañogan Ade bajo del Sur - Cañogan de Arriba | - Centro - Colunguan - Malapagay - San Rafael de Abajo - San Rafael de Arriba - San Roque - San Vicente - Uauang-Tuliao - Uauang-Galicia - Biga Occidental - Biga Oriental - Calanigan del Norte - Calanigan del Sur |

## Historia
En 1952, los barrios de Abut y Minagbag fueron segregados para incorporarlos  a la ciudad de nueva creación de Mallig.